# Marquês de Sapucaí (escola de samba)
Marquês de Sapucaí é uma escola de samba de Corumbá, Mato Grosso do Sul. Seu nome é uma homenagem ao sambódromo carioca, criado na mesma época da fundação da escola. Seu fundador é Wanderley dos Santos

## História
Fundada em 29 de fevereiro de 1988, a Mocidade Independente Marquês de Sapucaí já foi campeã do carnaval da cidade, estando fora do carnaval, durante sete anos.
Em 2010, ao apresentar um enredo sobre a Copa daquele ano, sofreu punição de 3 pontos e acabou na quarta e última colocação do Grupo de acesso. Em 2012, a escola trouxe o casal mestre-sala e porta-bandeira Jorginho e Irinéia e o intérprete Wander Timbalada, vindo do Império do Morro, com um enredo sobre o Pantanal. 
A agremiação se notabilizou por fazer desfiles coerentes com os enredos apresentados e com impacto visual, mesmo com condições financeiras abaixo dos gastos das "quatro grandes". Na histórica recente do carnaval corumbaense, já alcançou por duas vezes a terceira colocação. No ano de 2020, a agremiação sofreu com problemas de entrega de fantasias, estourou o tempo regulamentar e amargou a última colocação na disputa.

## Segmentos

### Presidentes
| Nome                              | Mandato        | Ref. |
| --------------------------------- | -------------- | ---- |
| Odete Brinckler de Oliveira Bueno | ? - atualidade |      |

### Casal de Mestre-sala e Porta-bandeira
| Ano  | Nome               | Ref.  |
| ---- | ------------------ | ----- |
| 2012 | Jorginho e Irineia | [ 2 ] |

### Rainhas de bateria
| Período | Rainha | Madrinha | Ref. |
| ------- | ------ | -------- | ---- |
| 2011    |        | Waltenia |      |

## Carnavais
| Ano  | Colocação | Grupo    | Enredo                                                                                      | Carnavalesco | Intérprete       | Ref   |
| ---- | --------- | -------- | ------------------------------------------------------------------------------------------- | ------------ | ---------------- | ----- |
| 2005 | 3º lugar  | Único    | Um toque oriental na era do axogunato atoquiguaia                                           |              |                  |       |
| 2006 | 4º lugar  | Único    | No reinado de oyó, fatumbi: Eu sou oiu oba                                                  |              |                  |       |
| 2007 | 5º lugar  | Único    | Educação: Enquanto o mundo gira, a gente se vira!                                           |              |                  |       |
| 2008 | 2º lugar  | Acesso   | Ainda que eu falasse a língua dos anjos, sem amor eu nada seria.                            |              |                  |       |
| 2009 | 2º lugar  | Acesso   | O grande espetáculo: sonho... realidade... o circo da vida!                                 |              |                  |       |
| 2010 | 4º lugar  | Acesso   | Copa do Mundo: A Marquês é a bola da vez.                                                   |              |                  | [ 1 ] |
| 2011 | 4º lugar  | Acesso   | Terra, água, fogo e ar. Os elementos em movimento.                                          | Edílson      | Wander Timbalada |       |
| 2012 | 3º lugar  | Acesso   | Pantanal aos olhos de Corumbá, cores, belezas, riquezas, vidas a preserva.                  |              |                  |       |
| 2013 | Campeã    | Acesso   | No grito da folia, somos todos iguais na fantasia.                                          |              |                  |       |
| 2014 | 5º lugar  | Especial | Vim a Corumbá mostrar que o Rio Grande e se é Grande, é do Sul... Tem gaúcho no samba tchê! |              |                  | [ 3 ] |
| 2015 | 3º lugar  | Especial | De Campo Grande a Corumbá, minha história vim contar na folia Valdir Gomes e Picolé         |              |                  | [ 4 ] |
| 2016 | 3º lugar  | Especial | Olhos da noite                                                                              |              |                  | [ 5 ] |
| 2017 | 5º lugar  | Especial | Tributo a beleza                                                                            |              |                  |       |
| 2018 | 6º lugar  | Único    | Bodas de Pérola, a Marquês de Sapucaí comemora 30 anos de carnaval                          |              |                  |       |
| 2019 | 5º lugar  | Único    | A Lua.                                                                                      |              |                  |       |
| 2020 | 9º lugar  | Único    | Corumbá de identidade cultural sem igual                                                    |              |                  |       |